# Nové Černovice
Nové Černovice (německy Neuczernowitz) jsou čtvrť, součást města Brna. Tvoří severní část městské části Brno-Černovice.

## Historie
Nové Černovice vznikly v 70. letech 19. století, poměrně daleko na sever od vesnice Černovice, pod kterou spadaly. V té době, po zasypání starého koryta blízké Svitavy, která byla v polovině století zregulována, začala vyrůstat zástavba podél cesty vedoucí z Černovic kolem zdejší zemské psychiatrické léčebny do Brna. Právě léčebna tvoří jižní okraj Nových Černovic, které se staly urbanistickou součástí brněnských předměstí (a za první republiky získaly podobu městské čtvrti), zatímco staré Černovice se zachovaly vesnický charakter. Obě části se odlišovaly i národnostně: v původní vsi dominovalo obyvatelstvo německé národnosti, v nově stavěné části žili převážně Češi. Ze severu byly Nové Černovice ohraničeny Vlárskou dráhou, která byla zprovozněna v roce 1887 a na které byla umístěna zastávka Černovice. V roce 1905 byla uvedena do provozu železniční trať do Líšně vedoucí z nového černovického nádraží, umístěného u náspu Vlárské dráhy. Líšeňská trať byla za druhé světové války přestavěna na dráhu tramvajovou.
Řadová zástavba Nových Černovic nejprve postupně vyrůstala podél hlavní cesty, dnešní Charbulovy ulice, která vytvořila osu nové čtvrti. V roce 1919 se Nové Černovice, společně s původní vesnicí, staly součástí Brna. Právě za první republiky začal stavební rozmach, kdy byla do konce 30. let 20. století realizována rodinná řadová zástavba celé čtvrti, a to převážně v pravoúhlých uličních blocích. Po západním okraji čtvrti, podél Svitavy, byla v roce 1927 postavena spojovací železniční trať zvaná Černovická spojka, na které později, po zrušení zastávky na Vlárské dráze, vznikla nová zastávka Brno-Černovice. Po roce 1959 bylo na východním okraji Nových Černovic postaveno první panelové sídliště v Brně. Na opačné, západní straně čtvrti, u řeky Svitavy, byla v té době realizována výstavba řadových nájemních domů.

## Galerie

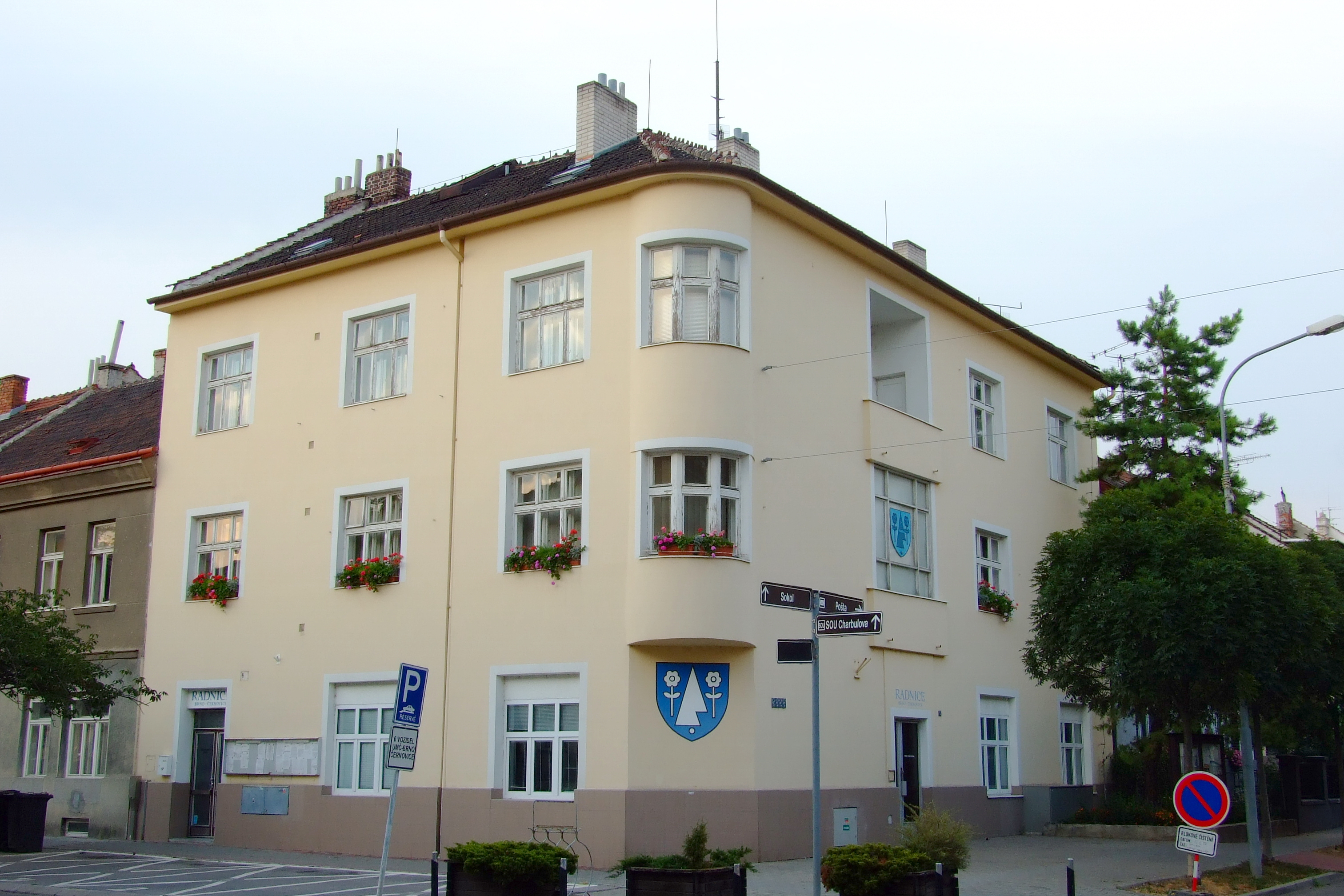
Radnice městské části Brno-Černovice v Nových Černovicích
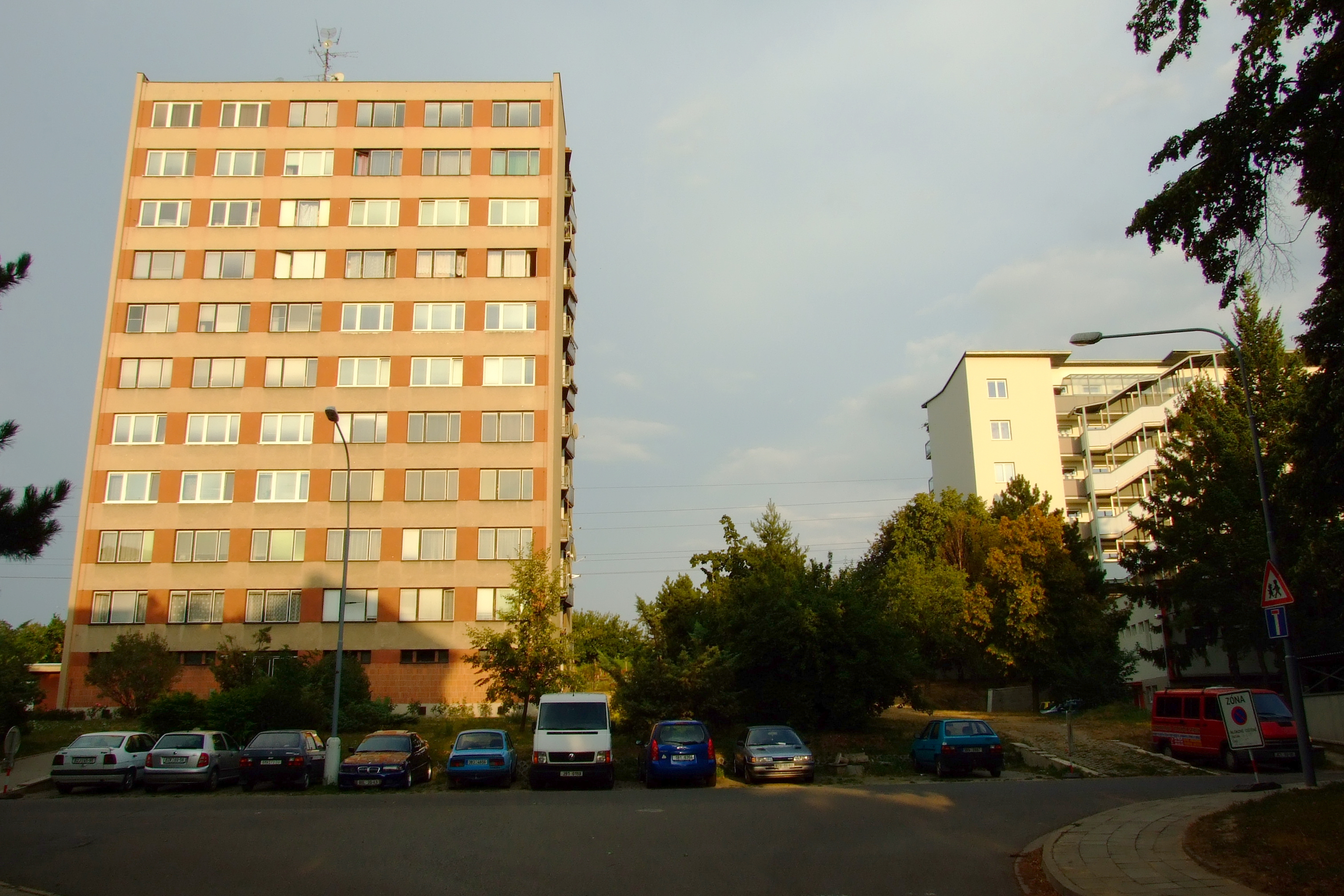
Sídliště na východě Nových Černovic
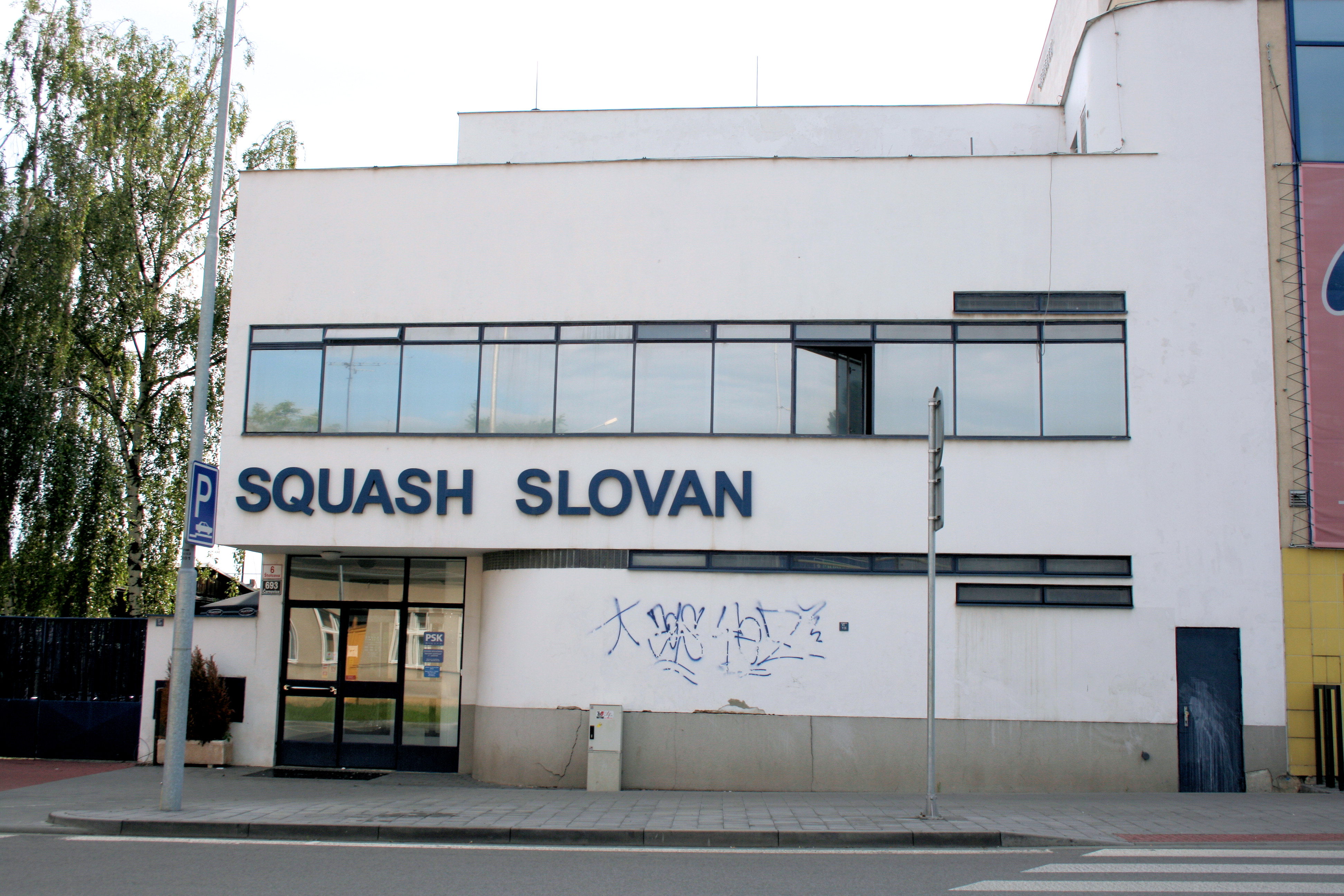
Bývalé kino Avia